# Ольгин (приток Киндоса)
Ольгин — река в России, протекает по Прионежскому району Карелии. Устье реки находится в 11 км по правому берегу ручья Киндоса. Длина реки составляет 12 км.

## Данные водного реестра
По данным государственного водного реестра России относится к Балтийскому бассейновому округу, водохозяйственный участок реки — Свирь без бассейна Онежского озера, речной подбассейн реки — Свирь (включая реки бассейна Онежского озера). Относится к речному бассейну реки Нева (включая бассейны рек Онежского и Ладожского озера).
Код объекта в государственном водном реестре — 01040100712102000012158.